# Bitwa koło przylądka Stilo
Bitwa koło przylądka Stilo (w literaturze angielskojęzycznej znana także jako bitwa pod Kalabrią – Battle of Calabria) – bitwa morska stoczona w czasie II wojny światowej 9 lipca 1940 roku na Morzu Śródziemnym, około 30 mil morskich na wschód od przylądka Stilo (wł.: Punto Stilo) w Kalabrii we Włoszech, pomiędzy okrętami brytyjskiej Royal Navy a włoskiej Regia Marina. Bitwa nie przyniosła zwycięstwa żadnej ze stron.

## Działania Regia Marina i Royal Navy na Morzu Śródziemnym w pierwszych dniach lipca 1940 roku
W dniu 6 lipca 1940 roku flota włoska rozpoczęła operację konwojową, mającą na celu przeprowadzenie do Bengazi w Libii z Neapolu i Katanii pięciu statków, wiozących wsparcie i zaopatrzenie dla walczących tam wojsk. Statki przewoziły 2190 żołnierzy, 232 pojazdy, 10 445 ton sprzętu wojskowego oraz 5720 ton paliwa i olejów. Bezpośrednią osłonę konwoju stanowiło 8 niszczycieli i cztery torpedowce, ubezpieczane przez dwa krążowniki lekkie: „Bartolomeo Colleoni” i „Giovanni delle Bande Nere”. Daleką osłonę miała stanowić 2 Eskadra, z sześcioma krążownikami ciężkimi i czterema lekkimi oraz niszczycielami, a ewentualne wsparcie 1 Eskadra z dwoma pancernikami.
Po północy 7/8 lipca 1940 roku silny zespół okrętów Royal Navy pod dowództwem admirała Andrew Cunninghama wypłynął z Aleksandrii w Egipcie. Jego zadaniem była osłona konwojów MS 1 i MF 1, mających ewakuować z Malty osoby cywilne, głównie kobiety i dzieci. Admirał Cunningham chciał jednocześnie sprowokować włoskie dowództwo do akcji. Okręty brytyjskie płynęły w trzech zespołach. Zespół A, rozpoznawczy, stanowiło pięć krążowników lekkich: HMS „Liverpool”, „Gloucester”, „Neptune”, „Orion” i HMAS „Sydney” w eskorcie niszczycieli, pod dowództwem admirała Johna Toveya. Zespół B, stanowiący główną siłę uderzeniową, tworzył pancernik HMS „Warspite” z eskortą niszczycieli, pod bezpośrednim dowództwem Andrew Cunninghama. W skład zespołu C, którego zadaniem było ubezpieczanie działań floty, wchodziły pancerniki HMS „Malaya” i „Royal Sovereign”, lotniskowiec „Eagle” oraz flotylla niszczycieli pod dowództwem wiceadmirała H.D. Pridham-Wippella. Wśród okrętów zespołu admirała Cunninghama były cztery jednostki Royal Australian Navy: jeden krążownik i trzy niszczyciele.
W reakcji na przechwycenie i częściowe rozszyfrowanie brytyjskich depeszy z rozkazami operacyjnymi, włoskie dowództwo marynarki (Supermarina) zdecydowało się wysłać w morze obie eskadry bojowe, w składzie dwóch pancerników: „Giulio Cesare” i „Conte di Cavour”, sześciu ciężkich i dziesięciu lekkich krążowników w eskorcie niszczycieli. Całością dowodził admirał Inigo Campioni na „Giulio Cesare”. Okręty włoskie wyszły z portów w dzień 7 lipca. Rano 8 lipca Włosi otrzymali informację o wykryciu okrętów brytyjskich płynących w stronę Malty przez włoski okręt podwodny „Beilul”. Zespół włoski był słabszy pod względem liczby, odporności i uzbrojenia pancerników, lecz dysponował przewagą prędkości, miał w składzie więcej krążowników i mógł liczyć na wsparcie lotnictwa bazującego na włoskich lotniskach. Do admirała Campioniego dotarła ponadto wiadomość o wyjściu rano 8 lipca z Gibraltaru drugiego silnego zespołu brytyjskiego H (była to akcja demonstracyjna, której celem było bombardowanie lotnisk w Cagliari na Sardynii).
Również admirał Cunningham otrzymał rano 8 lipca wiadomość o włoskiej flocie zmierzającej do Libii, zauważonej przez patrolujący okręt podwodny HMS „Phoenix”. Wystrzelił on także do pancerników salwę torped z dużej odległości, które chybiły. Brytyjski dowódca skalkulował nowy kurs swoich okrętów, zamierzając przechwycić przeciwnika w drodze powrotnej do portów włoskich. Tak więc obie floty znalazły się na zbieżnych kursach, przecinających się w okolicy przylądka Stilo na wschodnim wybrzeżu Kalabrii.
8 lipca około godziny 10 do trwających do wieczora ataków na okręty admirała Cunninghama przystąpiły samoloty Regia Aeronautica startujące z lotnisk na Dodekanezie. Efektem bombardowań prowadzonych z wysokiego pułapu było trafienie bombą krążownika HMS „Gloucester”. W wyniku trafienia na okręcie zginęło 18 członków załogi, w tym dowódca okrętu i zniszczone zostały jedna z baterii artylerii przeciwlotniczej oraz wyrzutnia torpedowa na prawej burcie. Mimo zrzucenia 433 bomb (spotykane są także inne liczby), nie udało się Włochom spowodować innych zniszczeń, z drugiej strony utracili tylko jeden samolot. Jednocześnie bombardowania zespołu H płynącego z Gibraltaru w zachodniej części Morza Śródziemnego spowodowały przerwanie operacji demonstracyjnej i jego zawrócenie do bazy.

## Bitwa koło przylądka Stilo
Rankiem 9 lipca 1940 roku brytyjskie rozpoznanie lotnicze ponownie zlokalizowało okręty włoskie, znajdujące się, po odprowadzeniu konwoju do Libii, na powrotnym kursie w kierunku bazy w Tarencie. Do tej pory dwa włoskie krążowniki lekkie i kilka niszczycieli musiało zawrócić do bazy. Admirał Cunningham zdecydował się podzielić swoją flotę, pozostawiając za sobą wolniejszy zespół C i jednocześnie nakazując przeprowadzić atak lotniczy siłami samolotów torpedowych Fairey Swordfish z lotniskowca HMS „Eagle”. Nalot okazał się bezskuteczny, zaś admirał Campioni zmienił kurs swojego zespołu w stronę spodziewanej pozycji okrętów brytyjskich. W efekcie około godziny 15.00. pierwsze jednostki obu flot nawiązały kontakt wzrokowy.
Jako pierwsze weszły do walki krążowniki lekkie z zespołu admirała Toveya oraz włoskie „Luigi di Savoia Duca degli Abruzzi” i „Giuseppe Garibaldi”. Pierwsi ogień otworzyli Włosi, wykorzystując większy zasięg swoich dział. Ogień artyleryjski z obu stron był niecelny, jedynie pojedynczy pocisk trafił w HMS „Neptune”, uszkadzając katapultę i znajdujący się na niej wodnosamolot.
Po tym początkowym starciu na pole bitwy dotarł HMS „Warspite”, otwierając ogień do najbliższych włoskich krążowników i zmuszając je do wycofania się na większą odległość. Wkrótce także obydwa pancerniki admirała Campioniego włączyły się do walki, jednak, w wyniku dokonanego wcześniej podziału celów, do HMS „Warspite” strzelał jedynie „Giulio Cesare”, artylerzyści „Conte di Cavour” oczekiwali na wejście w zasięg swoich dział podążającego z tyłu HMS „Malaya”. Tuż przed godziną 16.00. pociski „Giulio Cesare” obramowały HMS „Warspite”. Jednak zaraz potem ciężki pocisk kalibru 381 mm wystrzelony przez brytyjski pancernik trafił w pokład „Giulio Cesare” w okolicy rufowego komina, uszkadzając pokład główny wokół jednej z wież artyleryjskich średniego kalibru. Dym z pożarów wywołanych odłamkami został zassany przez nawiew do kotłowni, co spowodowało wyłączenie z użytku części kotłów i natychmiastowy spadek prędkości okrętu do 18 węzłów. Dwóch włoskich marynarzy zginęło na skutek zatrucia dymem. Kilka minut później ciężki krążownik „Bolzano”, zaangażowany w wymianę ognia z krążownikami admirała Toveya, otrzymał trzy bezpośrednie trafienia pociskami średniego kalibru. Efektem jednego z nich było czasowe zablokowanie steru i wypadnięcie cyrkulującego okrętu z szyku. Uszkodzenia krążownika zostały jednak szybko naprawione przez ekipy przeciwawaryjne i „Bolzano” mógł kontynuować walkę.
Dowodzący włoską flotą z pokładu uszkodzonego „Giulio Cesare” admirał Campioni podjął decyzję o przerwaniu walki. Jego okręt stracił atut szybkości i w obliczu nadciągających kolejnych brytyjskich pancerników (HMS „Malaya” otworzył w międzyczasie ogień, chociaż włoskie okręty wciąż znajdowały się poza zasięgiem jego dział) był narażony na zniszczenie. Aby oderwać się od przeciwnika, admirał Campioni nakazał swoim niszczycielom postawić zasłonę dymną, a następnie wykonać pod jej osłoną atak torpedowy. Atakujące niszczyciele natknęły się jednak na skoncentrowany ogień jednostek brytyjskich i żadna z torped nie trafiła w cel. Także admirał Cunningham postanowił przerwać bitwę, aby nie narażać własnych jednostek na atak włoskich samolotów, startujących z pobliskich lotnisk na Sycylii i Półwyspie Apenińskim. Z pokładu HMS „Eagle” po raz drugi wystartowały samoloty torpedowe z zadaniem zaatakowania włoskich okrętów, jednak także ten atak był nieskuteczny. Nadlatujące nad pole bitwy samoloty Regia Aeronautica zaatakowały omyłkowo własne okręty, także nie uzyskując żadnego trafienia. Ostatecznie bitwa zakończyła się około godziny 16.45.

## Po bitwie
Eskadra gibraltarska została jeszcze 9 lipca wieczorem zaatakowana przez włoskie lotnictwo, co spowodowało odwołanie planowanych działań, zaś 11 lipca, w drodze powrotnej do Gibraltaru zatonął niszczyciel HMS „Escort” storpedowany wcześniej przez włoski okręt podwodny „Guglielmo Marconi” (typu Marconi).
W nocy z 9 na 10 lipca oba brytyjskie konwoje ewakuacyjne wyszły z Malty i z powodzeniem dopłynęły 13 i 15 lipca do Aleksandrii. Kontynuując zadanie osłony konwoju ewakuacyjnego z Malty, samoloty pokładowe z lotniskowca HMS „Eagle” wykonały 10 lipca uderzenie na okręty bazujące na redzie Augusty na Sycylii, gdzie zatopiony został niszczyciel „Leone Pancaldo”, biorący wcześniej udział w bitwie (na okręcie zginęło 16 włoskich marynarzy, sam niszczyciel został później podniesiony z dna i w 1941 roku ponownie wcielony do służby, ostatecznie zatonął 30 kwietnia 1943 roku po zbombardowaniu przez amerykańskie samoloty w rejonie przylądka Bon w Tunezji). W drodze powrotnej do Aleksandrii eskadra admirała Cunninghama była 11 lipca atakowana przez włoskie bombowce, ale przy udziale samolotów myśliwskich startujących z HMS „Eagle” atak ten został odparty.
Obydwa uszkodzone w bitwie włoskie okręty, „Giulio Cesare” i „Bolzano”, zostały odesłane na remont do La Spezia. Uszkodzenia nie były zbyt poważne, w ciągu miesiąca obie jednostki znalazły się z powrotem w linii. Bitwa koło przylądka Stilo nie przyniosła zwycięstwa żadnej ze stron. Bitwa przedstawiana była na ogół pod wpływem brytyjskiej propagandy i historiografii strony zwycięskiej w wojnie jako przykład ostrożnej lub nawet tchórzliwej postawy włoskiej marynarki, preferującej taktykę ostrożnego działania i nienarażania własnych jednostek. Brytyjczycy jednak z uwagi na liczniejszy zespół i silniejsze okręty mieli zdecydowaną przewagę w artylerii pancerników, która przede wszystkim liczyła się w dziennym starciu. Celem postawionym przed włoskim admirałem przez dowództwo nie było stoczenie bitwy, lecz mimo to podjął on starcie sił głównych, które przerwał po dość przypadkowym trafieniu, odbierającym mu atut prędkości, po czym z powodzeniem oderwał się od przeciwnika. Z drugiej strony, Brytyjczycy dążący do odniesienia zdecydowanego zwycięstwa i wydania generalnej bitwy, nie odnieśli większego sukcesu. W raportach Cunningham był rozczarowany wynikiem starcia i domagał się wzmocnienia Floty Śródziemnomorskiej o nowoczesne szybkie pancerniki i krążowniki ciężkie; z kolei Włosi pozytywnie oceniali działania własnych sił w toku bitwy. Niektórzy autorzy oceniają starcie jako operacyjne zwycięstwo włoskiej marynarki i lotnictwa, gdyż główne siły floty brytyjskiej nie próbowały już zapuszczać się na Morze Jońskie.